# Statherotis
Statherotis is een geslacht van vlinders van de familie bladrollers (Tortricidae), uit de onderfamilie Olethreutinae.

## Soorten
- S. abathodes Diakonoff, 1973
- S. agitata (Meyrick, 1909)
- S. amaeboea (Lower, 1896)
- S. ancosema (Meyrick, 1932)
- S. antisema Diakonoff, 1973
- S. aspidias (Meyrick, 1909)
- S. batrachodes (Meyrick, 1911)
- S. bicolorana Bradley, 1961
- S. catharosema Diakonoff, 1973
- S. decorata Meyrick, 1909
- S. diakonoffi Kuznetsov, 1988
- S. discana (Felder & Rogenhofer, 1874)
- S. holotricha Diakonoff, 1973
- S. iricolor (Meyrick, 1930)
- S. leucaspis (Meyrick, 1902)
- S. licnuphora Diakonoff, 1973
- S. micrandra Diakonoff, 1973
- S. olenarcha (Meyrick, 1931)
- S. perculta Diakonoff, 1973
- S. polychlora Diakonoff, 1973
- S. porphyrochlora Diakonoff, 1973
- S. tapinopa Diakonoff, 1973
- S. tetrarcha (Meyrick, 1920)
- S. towadaensis Kawabe, 1978
- S. transsecta Diakonoff, 1973